# أنبوب جمع العينات

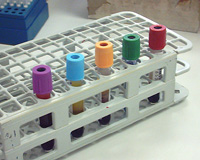
مجموعة من أنابيب جمع العينات تحتوي على الدم.

أنبوب جمع العينات أو أنبوب جمع الدم (بالإنجليزية: Vacutainer)‏ هو أنبوب معقم مصنوع من الزجاج أو البلاستيك الشفاف، يُستخدم في الطب كحاوي عينات لأجل جمع ومعالجة عينات الدم وأيضا لجمع عينات البول، وغيرها. قد تحتوي الأنابيب على إضافات مخصصة للحفاظ على استقرار العينة قبل الاختبار التحليلي.
أُختُرعت أنابيب جمع الدم من قبل جوزيف كلاينر وشركة بكتون ديكينسون في عام 1947.

## وصلات خارجية
- الموقع الرسمي لشركة بكتون ديكينسون